# La Vilella Baixa
La Vilella Baixa és una vila i municipi de la comarca del Priorat. Està situat a la meitat nord de la comarca, en una posició entre central i ponentina. Està del tot envoltat de termes del Priorat: Cabassers al nord, la Vilella Alta a llevant, Gratallops al sud-est, el Lloar al sud i la Figuera a ponent.

## Etimologia
Coneguda al segle xvi com la Vilella Devall (la Vilella de Vall o d'Avall), el seu nom prové d'un diminutiu de la paraula "vila", acompanyat de l'adjectiu que en descriu la posició, en comparació a la seva veïna de llevant, la Vilella Alta.
Com s'indica a l'apartat d'història, hi ha qui ha volgut veure un origen àrab en el nom del poble. Sense voler en cap moment negar un origen aràbic en la població mateixa, les raons lingüístiques que l'emparenten amb la llengua àrab no semblen, ara per ara, prou consistents, i es tracta, molt probablement, d'un topònim ja del tot romànic.

## Geografia
- Llista de topònims de la Vilella Baixa (Orografia: muntanyes, serres, collades, indrets..; hidrografia: rius, fonts...; edificis: cases, masies, esglésies, etc).

Es tracta del segon terme més petit del Priorat, a poca distància del més petit de tots: la Vilella Alta. De fet, entre les dues Vilelles sumarien un terme municipal de mida mitjana, en aquesta comarca.
Tot el límit nord del terme està marcat pel darrer vessant de ponent de la Serra del Montsant, quan aquesta serra s'acosta al riu del mateix nom. Així, el límit nord-est es troba a uns 525 metres d'altitud, just a la part de sota de la cua de la cinglera, al sud-oest del Grau de la Vilella. Va baixant gradualment, resseguint sempre per sota la sinuositat de la cinglera, i als Rogerets passa pels 465 m. alt., a les Planes ja està sobre els 350, i va baixant fins a arribar a sota la presa del Pantà de la Vilella Baixa, on ateny els 210 m. alt.
D'aquí, i ara cap al sud, ressegueix també per sota una altra cinglera, pujant fins, aproximadament, els 400 metres d'altitud, i per los Solans i los Socarrats arriba fins a sota de la Punta del Guixar, a dalt de la qual, però, no arriba: l'alçada de la Punta és de 636, i el termenal arriba als 465 m. alt., com a molt.
Seguint ara cap al sud-est, però fent una mena de doble angle recte, el terme baixa de forma arbitrària a buscar el riu de Montsant, que troba a 168 m. alt., just al sud del Mas del Prunera. A partir d'aquí, el termenal remunta el riu de Montsant fins a tocar, pràcticament, les portes meridionals del poble, on el Montsant és a 184 m. alt. D'aquí el termenal puja primer per un barranc i després s'enfila per un coster, sense seguir, però, cap carena marcada, fins a assolir, ara sí, els 356 metres als Canyerets. D'aquí torna a baixar per anar a trobar la llera del riuet d'Escaladei, als 230 m. alt., i s'enfila cap a la carena que separa les dues Vilelles, va pujant fins als 324 m., després fins als 460 a los Pics, i es va acostant fins als peus de la cinglera de la Serra del Montsant, al punt on hem començat la descripció.
A l'interior del terme hi ha algunes elevacions destacades, sobretot pel seu valor paisatgístic, però cap d'elles no ateny grans elevacions: les del nord, contraforts encara de la Serra del Montsant, estan cap als 370 m. alt., i les de la resta del terme solen moure's entre els 300 i els 260 metres d'altitud.

La quasi totalitat del terme està vertebrat al voltant del riu de Montsant. Entra en el terme per l'extrem nord-oest, just a sota de la presa del Pantà de la Vilella Baixa (pantà que, curiosament, és tot ell en els termes de Cabassers i la Figuera, a 210 m. alt, i en surt pel sud-est, a ran de les cases més meridionals del poble, a 184 m. alt. A part del Montsant, cal esmentar el riuet d'Escaladei, molt poc tram del qual discorre pel terme de la Vilella Baixa, però va a abocar-se en el Montsant just sota el poble mateix. Aquest riuet entre en el terme a 244 m. alt., i vessa en el Montsant a 192.

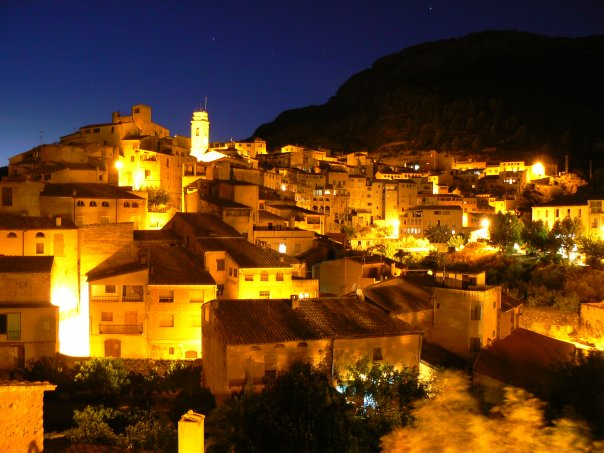
La Vilella Baixa de nit

El Montsant, just a l'entrada en terme de la Vilella Baixa, rep el barranc de Cavaloca, que baixa del terme de Cabassers. Si seguim riu avall, i ja al mateix nucli de població al "pont gran", pel costat esquerre del riu s'hi ajunta el barranc o "Riuet d'Escaladei". Per la dreta, encara menys: el nom de tots els barrancs que rep deuen quedar reservats, ara per ara, a la memòria viva de les persones grans de la Vilella Baixa. Es tracta sempre, a més, de barrancs de curt recorregut i que no marquen, cap d'ells, grans territoris.

## Comunicacions

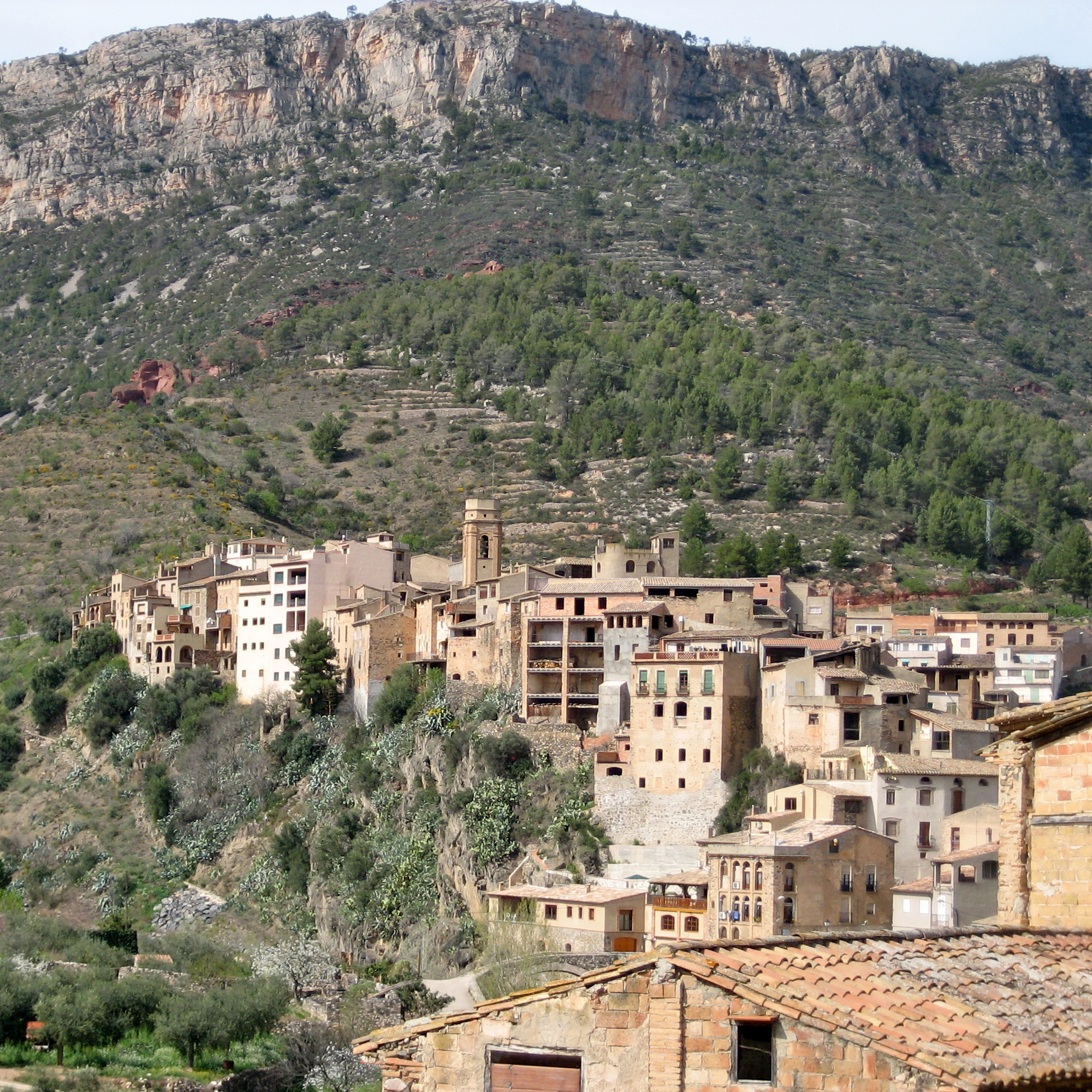
La Vilella Baixa amb els cingles del Montsant al fons

Travessa el terme pel nord la carretera T-702 (C-242, a Cornudella de Montsant-la Bisbal de Montsant), i en el poble mateix se li uneix la T-710 (Falset-la Vilella Baixa).
Tot i que el Sender del Priorat, GR-174, fa quasi la volta sencera al terme de la Vilella Baixa, no hi entra en cap moment.
Des de Barcelona i Reus hi enllaça diàriament una línia de bus. També hi ha connexió diària amb Falset, aprofitant el transport escolar, des d'on es pot enllaçar amb RENFE.

## Economia

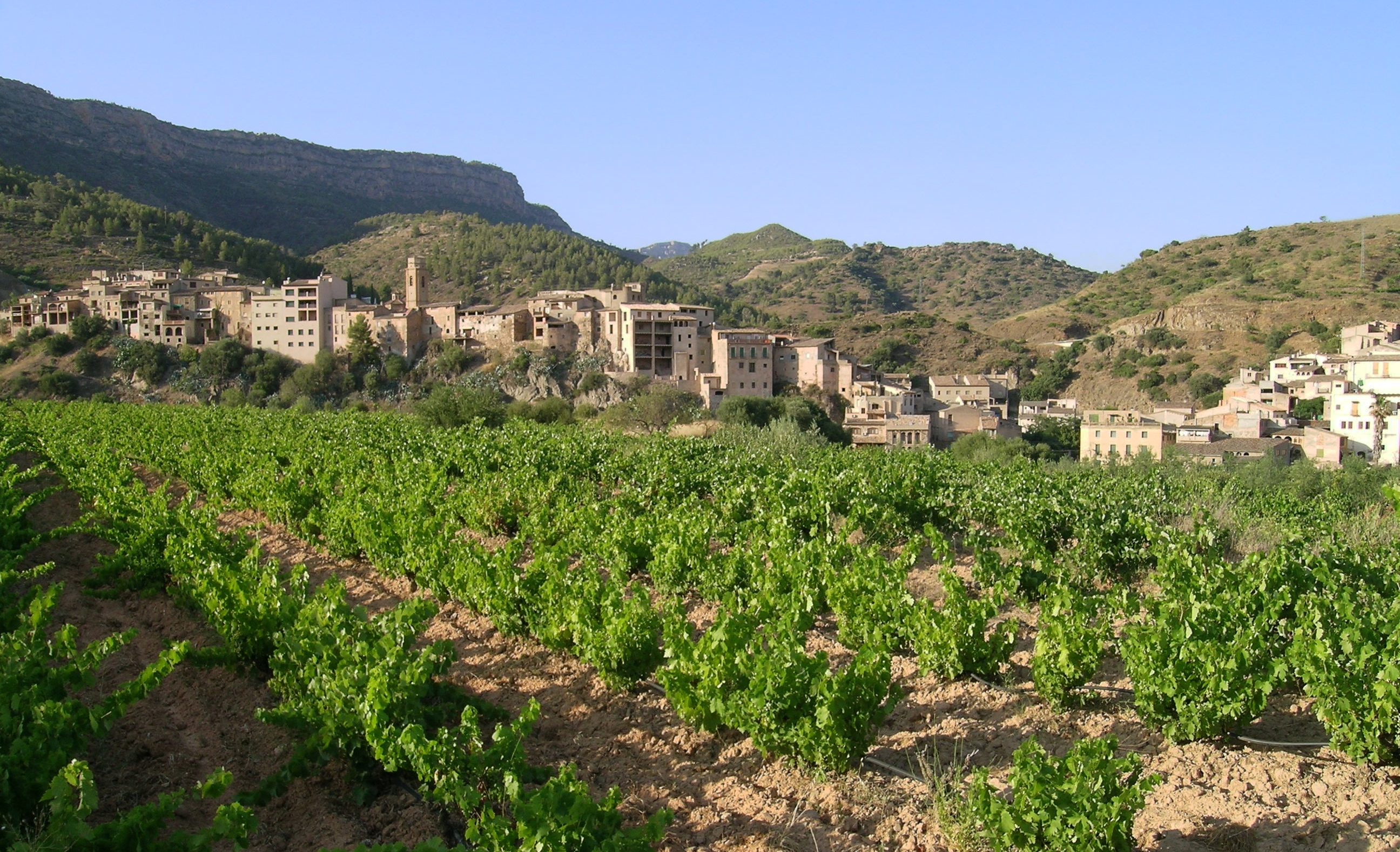
Vinya amb La Vilella Baixa de fons.

La Vilella Baixa es dedica principalment a l'agricultura, principalment la vinya i l'olivera, el comerç, la construcció i, darrerament, el turisme. Ara bé, la mateixa constitució del poble fa pensar en una activitat més diversificada en temps anteriors, amb forta presència de menestralia i de comerç.

## Demografia
La seva demografia ha passat dels més de 1.000 habitants a finals del segle xix, a un mínim de 150 habitants a mitjans dels anys 90 del segle xx, després de la fil·loxera i la industrialització, amb el consegüent despoblament rural. En el tombant del nou segle s'ha aconseguit un cert repunt de la població (molta de la qual treballa fora del municipi) i actualment hi ha censats més de 200 habitants, notable increment en una comarca on la recessió de la població encara és ben viva.

## Història
El seu origen se sol atribuir als àrabs, que hi haurien fundat una alqueria depenent de Siurana amb un nom derivat del mot àrab velazha, que significa meandre de riu. Al Mas Roger s'hi han trobat documents del segle x que s'hi refereixen com Vahala, un altre nom d'origen àrab. Altres historiadors -sense negar-ne l'origen àrab- es refereixen al topònim com a derivat de vila. Antigament s'anomenà Vilella Jussana o Vilella de Baix (nom encara usat per algunes persones). Amb el Decret de Nova Planta, el s. XVIII es castellanitzà el nom com a Vilella Baja i actualment és oficial el topònim popular de La Vilella Baixa. A diferència del poble veí de La Vilella Alta, depenent del Priorat d'Escaladei, pertanyé a la jurisdicció eclesiàstica de Tortosa i a la Baronia de Cabassers.

## Llocs d'interès

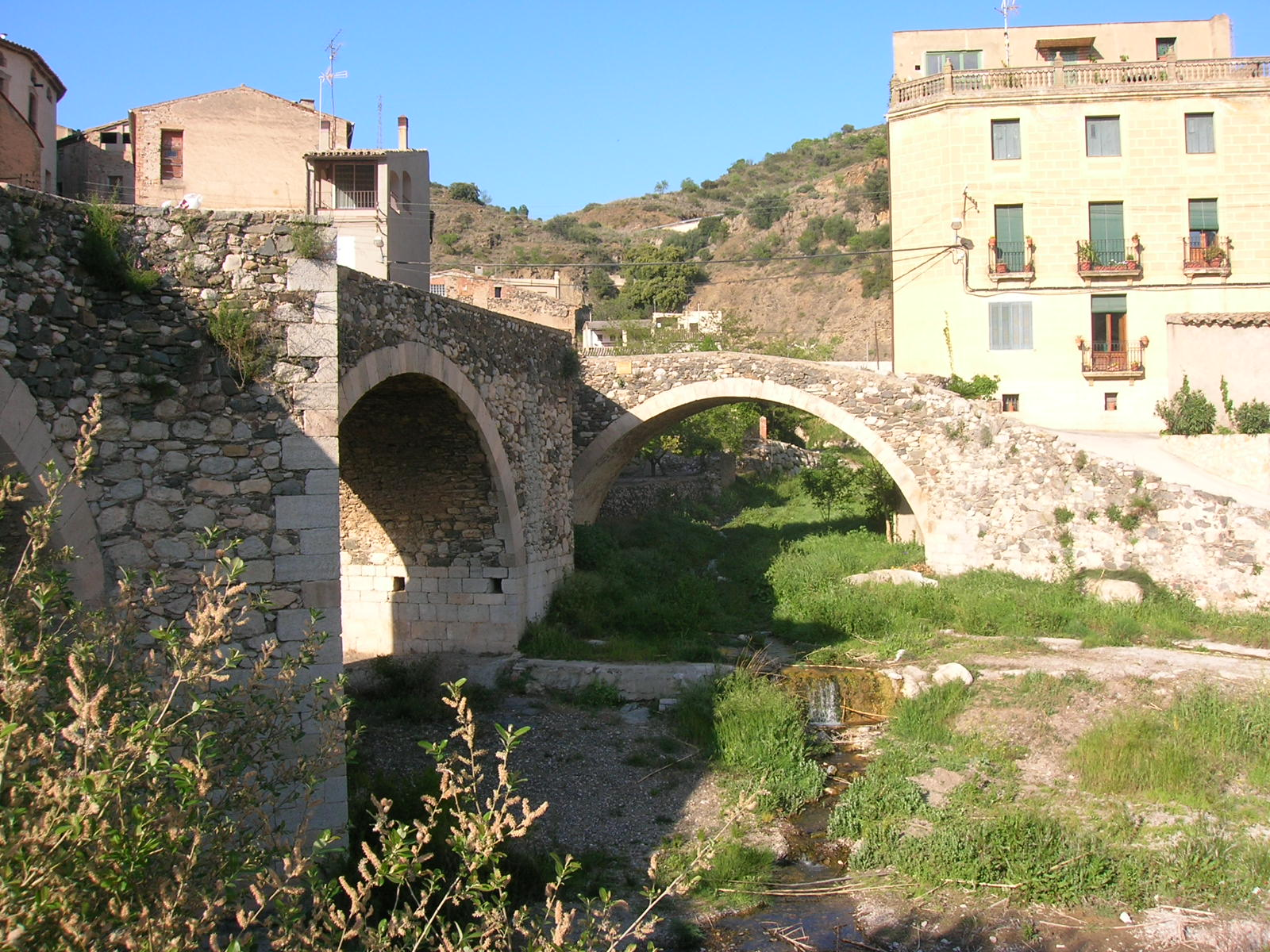
Aiguabarreig del riu de Montsant i el riu d'Escaladei a la Vilella Baixa

El poble el travessen el Riu de Montsant i el riuet d'Escaladei, i a l'aiguabarreig on s'ajunten hi ha l'impressionant pont romànic de dos arcs més un tercer arc que es va afegir per superar el riuet el 1886 i que segueix l'estil arquitectònic dels altres dos. A part del pont gran, destaca com a monument l'església de Sant Joan Baptista, del segle xviii, d'estil renaixentista amb tres naus. La característica més peculiar del poble és l'alçada de les seves cases que donen al coster dels dos rius, que poden tenir 6 o més plantes a la banda del riu, quan les mateixes cases a la banda del carrer poden ser només d'una o dues plantes. L'escriptor Josep Maria Espinàs l'anomenà en un dels seus primers llibres de viatges La Nova York del Priorat, apel·latiu que ha fet fortuna. També destaca el Carrer que no Passa, de fortes reminiscències medievals i on se situa el nucli original del poble. Es passa per un porxo d'arcs apuntats i el carrer no té sortida. En el primer dels arcs encara s'hi poden veure els forats que es feien servir per tancar-se dins el recinte emmurallat en cas d'incursions enemigues. És destacable, també, el Sindicat Agrícola de factura modernista. Ja dins el seu terme, destaca el molí, un bell exemple d'arquitectura neoàrab, les diverses fonts (fonteta, font del barrot, font del racó...) i el pont medieval de Cavaloca que creua el barranc homònim, en l'antic camí ral de Cabassers.

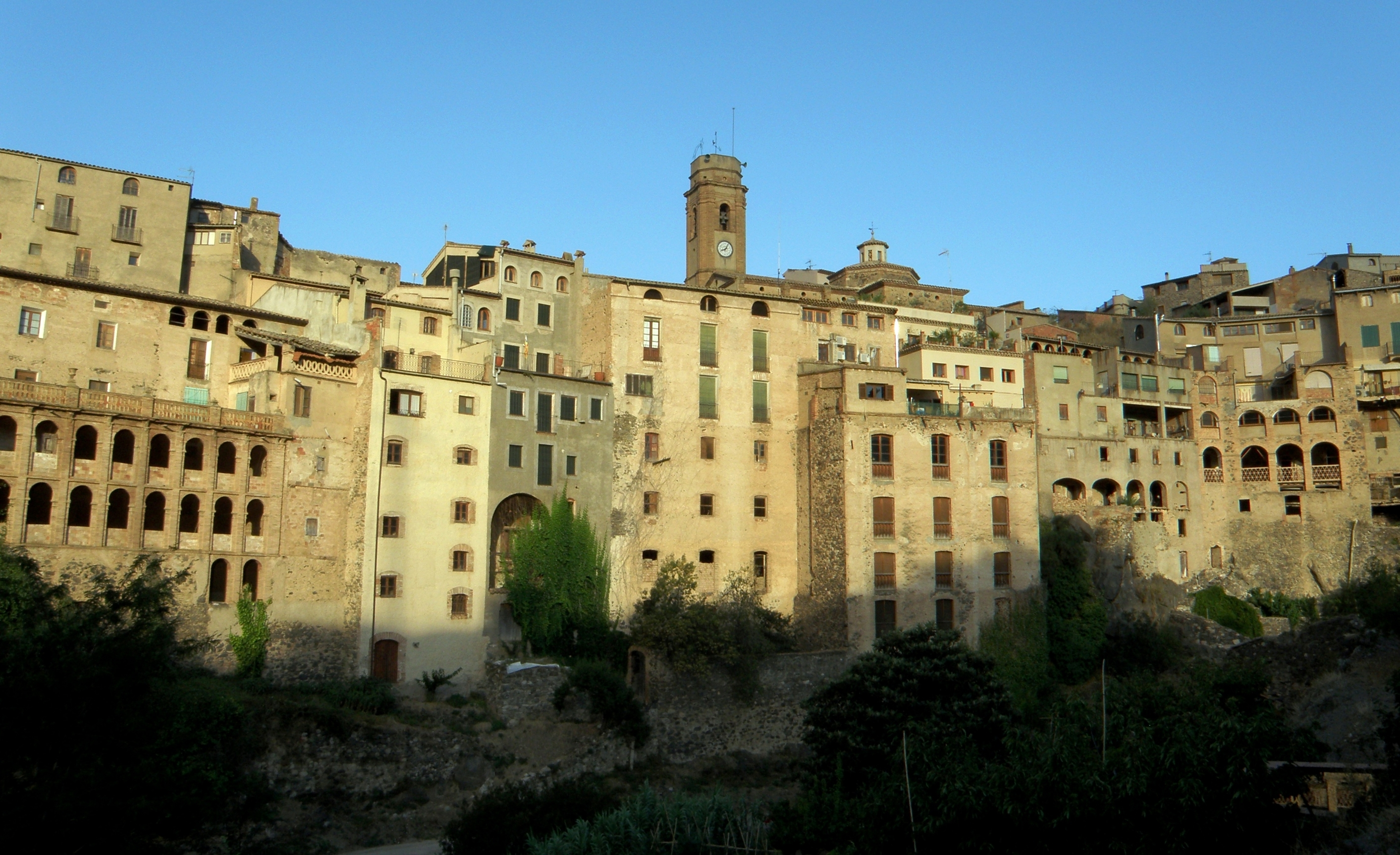
La part del poble pel qual se li diu la "Nova York del Priorat".

## Turisme
El poble compta amb dues botigues on es poden comprar productes típics i embotits, un celler obert al públic, dos restaurants, un d'ells fonda amb habitacions, i multitud de cases rurals completament equipades.
El municipi és la porta d'entrada pel sud del parc Natural de la Serra de Montsant i compta amb un punt d'informació turística, així com d'itineraris de senderisme i de natura ben senyalitzats que en formen part.
Compta, també, amb una àrea poliesportiva i una zona de lleure per a fer dinars i costellades, situada a la zona dels Masets.

## Demografia
| 1497 f | 1515 f | 1553 f | 1717 | 1787 | 1857  | 1877 | 1887 | 1900 | 1910 |
| ------ | ------ | ------ | ---- | ---- | ----- | ---- | ---- | ---- | ---- |
| 13     | 15     | 14     | 87   | 232  | 1.059 | 860  | 928  | 725  | 649  |

| 1920 | 1930 | 1940 | 1950 | 1960 | 1970 | 1981 | 1990 | 1992 | 1994 |
| ---- | ---- | ---- | ---- | ---- | ---- | ---- | ---- | ---- | ---- |
| 626  | 458  | 460  | 393  | 301  | 303  | 193  | 174  | 159  | 159  |

| 1996 | 1998 | 2000 | 2002 | 2004 | 2006 | 2008 | 2010 | 2012 | 2014 |
| ---- | ---- | ---- | ---- | ---- | ---- | ---- | ---- | ---- | ---- |
| 169  | 172  | 174  | 179  | 191  | 198  | 205  | 213  | 222  | 202  |

| 2016 | 2018 | 2020 | 2022 | 2024 | 2026 | 2028 | 2030 | 2032 | 2034 |
| ---- | ---- | ---- | ---- | ---- | ---- | ---- | ---- | ---- | ---- |
| 193  | 202  | 204  | 202  | 207  | -    | -    | -    | -    | -    |